# El Suplente
El Suplente (internationaler englischsprachiger Titel The Substitute) ist ein Filmdrama von Diego Lerman, das im September 2022 beim Toronto International Film Festival seine Premiere feierte und im Oktober 2022 in die argentinischen Kinos kam.

## Handlung
Lucio ist als Professor für Literatur an der renommierten Universität von Buenos Aires tätig. Das akademische Leben langweilt ihn jedoch zunehmend, und daher beginnt er als Aushilfslehrer in einem Viertel in einem der Vororte von Buenos Aires, in der Localidades Dock Sud in Partido Avellaneda, in dem er selbst aufgewachsen ist, Schüler in Literatur zu unterrichten. Lucio muss seinen ganzen Einfallsreichtum aufbringen, um seinen Unterricht zu meistern und etwas so „Unnützes“ wie Literatur beizubringen. Seine Schüler schenken ihm kaum Beachtung, da sie eindeutig andere Interessen und dringendere Probleme haben. 
Lucio ist frisch von Mariela geschieden, und die gemeinsame Tochter Sol hat die typischen Probleme eines Teenagers. Sie will sich partout nicht der Aufnahmeprüfung für eine neue Schule unterziehen. Sein Vater Robert, der noch immer in Dock Sud in der Nähe der Isla Maciel lebt und von allen nur „der Chilene“ genannt wird, ist gesundheitlich angeschlagen. Trotz seiner Krankheit setzt dieser sich für die Benachteiligten in dem Stadtteil ein. Er gerät jedoch mitten in einer Fehde zwischen zwei korrupten Politikern. Der eine ist der amtierende Bürgermeister, der andere der gefürchtete Drogenboss „El Perro“, der bei den anstehenden Wahlen gegen ihn antritt.
Eines Tages kommt die Polizei an die Schule und verhaftet einige von Lucios Schülern in seinem Klassenzimmer, weil man auf der Schultoilette Drogen gefunden hat. Lucio muss feststellen, dass sein neuer Lieblingsschüler Dilan von einer Drogenbande bedrängt wird, angeführt von „Narco“. Dilan muss die Schule verlassen und Lucio nun einige moralischen Bedenken über Bord werfen.

## Produktion

### Regie und Drehbuch

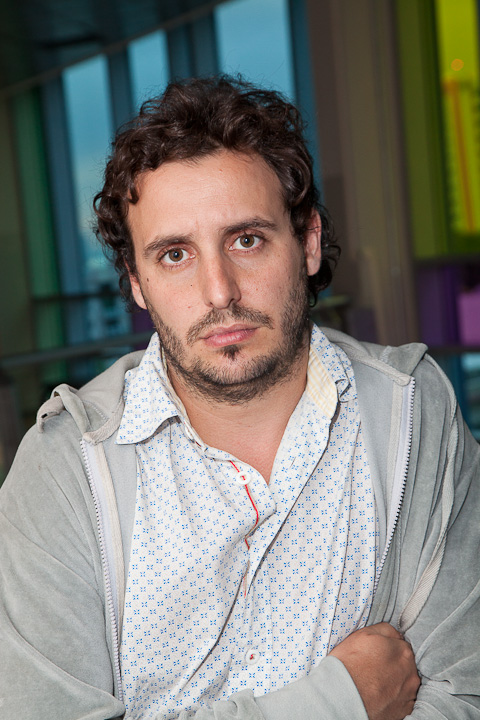
Regie führte Diego Lerman

Regie führte Diego Lerman, der gemeinsam mit Luciana De Mello und Maria Meira auch das Drehbuch schrieb. Der 1976 geborene argentinische Filmregisseur, Produzent und Drehbuchautor Lerman reiste nach seinem Studium an der Universität von Buenos Aires und Theaterkursen bei Ricardo Bartis nach Kuba, um sich an der renommierten Filmschule Los tres mundos in San Antonio de los Banõs ausbilden zu lassen. Er ist unter anderem der Macher der Tragikomödie Aus heiterem Himmel von 2003 und des Filmdramas The Invisible Eye, auch La mirada invisible, von 2010. Bei El Suplente handelt es sich um seinen sechsten Spielfilm.

### Besetzung und Dreharbeiten
Juan Minujín spielt in der Titelrolle den Lehrer Lucio. Er erlangte insbesondere durch seine Rolle des jüngeren Papstes Franziskus in dem Film Die zwei Päpste von Fernando Meirelles Bekanntheit und war auch in Lucrecia Martels Film Zama in einer Hauptrolle zu sehen. Die Spanierin Bárbara Lennie spielt seine von ihm getrennt lebende Frau Mariela und Renata Lerman, die Tochter des Regisseurs, deren gemeinsame Tochter Sol. Lennie war bereits in Lermans letztem Film Una especie de familia zu sehen. Der Chilene Alfredo Castro ist in der Rolle von Lucios Vater Roberto, von allen „El Chileno“ genannt, zu sehen. Lucas Arrua spielt Dilan, der sich wider Erwarten zu Lucios Lieblingsschüler entwickelt. Rita Cortese spielt Amalia, die Rektorin der Schule, an der Lucio unterrichtet. María Merlino ist in der Rolle seiner Lehrerkollegin Clara zu sehen. Agustin Rittano spielt den Drogendealer „Narco“.
Die Dreharbeiten wurden im Dezember 2021 begonnen und fanden in Buenos Aires statt. Als Kameramann fungierte der Pole Wojciech Staroń, der in der Vergangenheit bereits für einige lateinamerikanische Produktionen und mehrere Dokumentarfilme tätig war und zuletzt für die Spielfilme Sunburned von Carolina Hellsgård und January von Viesturs Kairišs.

### Filmmusik und Veröffentlichung

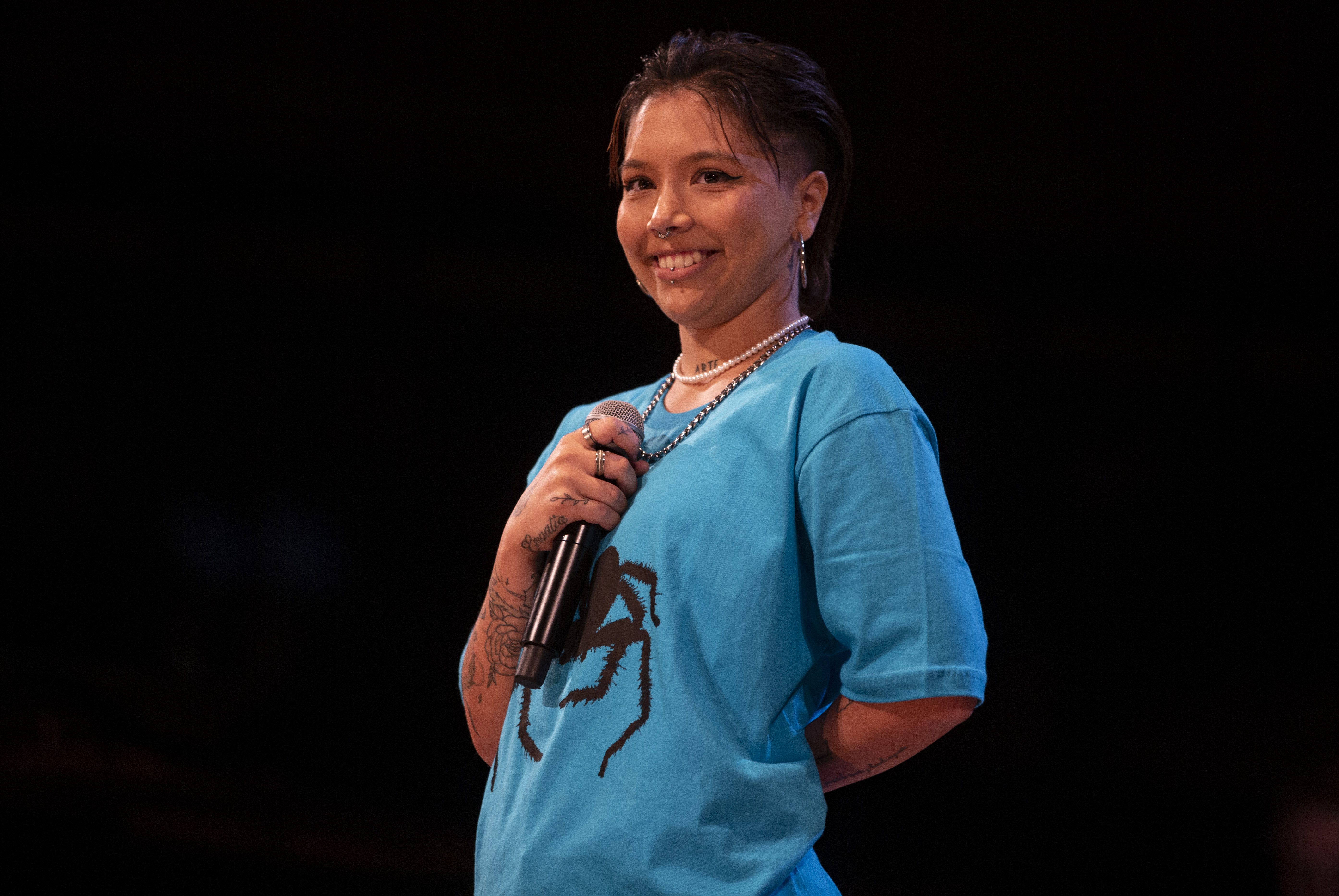
Der Song im Abspann stammt von der argentinische Rapperin Shitstem

Die Filmmusik komponierte José Villalobos. Den im Abspann zu hörenden Song steuerte die argentinische Rapperin Shitstem bei.
Die Premiere erfolgte am 10. September 2022 beim Toronto International Film Festival. Um diesen Zeitpunkt herum wurde der erste Trailer veröffentlicht. Ebenfalls im September 2022 wurde er beim Internationalen Filmfestival von San Sebastián gezeigt, wo der Film um die Goldene Muschel konkurrierte. Am 20. Oktober 2022 kam der Film in die argentinischen Kinos. Ebenfalls im Oktober 2022 erfolgten Vorstellungen beim Chicago International Film Festival. Im November 2022 wurde er beim Tallinn Black Nights Film Festival gezeigt. Anfang Januar 2023 wurde er beim Palm Springs International Film Festival gezeigt. Am 13. Januar 2023 kam der Film in die spanischen Kinos. Anfang März 2023 wird er beim Miami Film Festival gezeigt.

## Rezeption

### Kritiken
Von den bei Rotten Tomatoes aufgeführten Kritiken sind 87 Prozent positiv. Der Film ließ Kritiker immer wieder an Filme des Franzosen Laurent Cantet, insbesondere dessen Film Die Klasse denken.

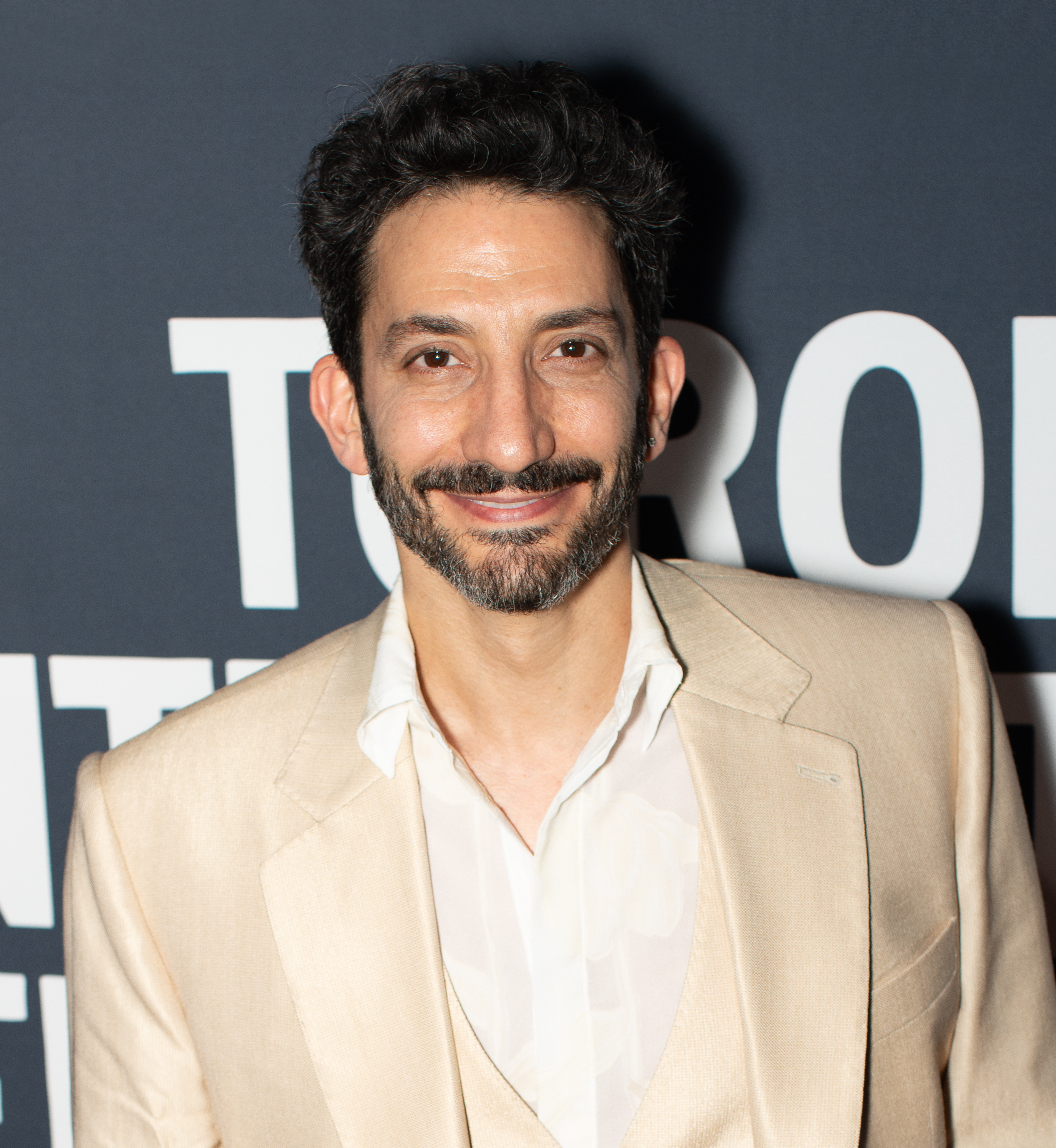
Juan Minujín spielt Lucio

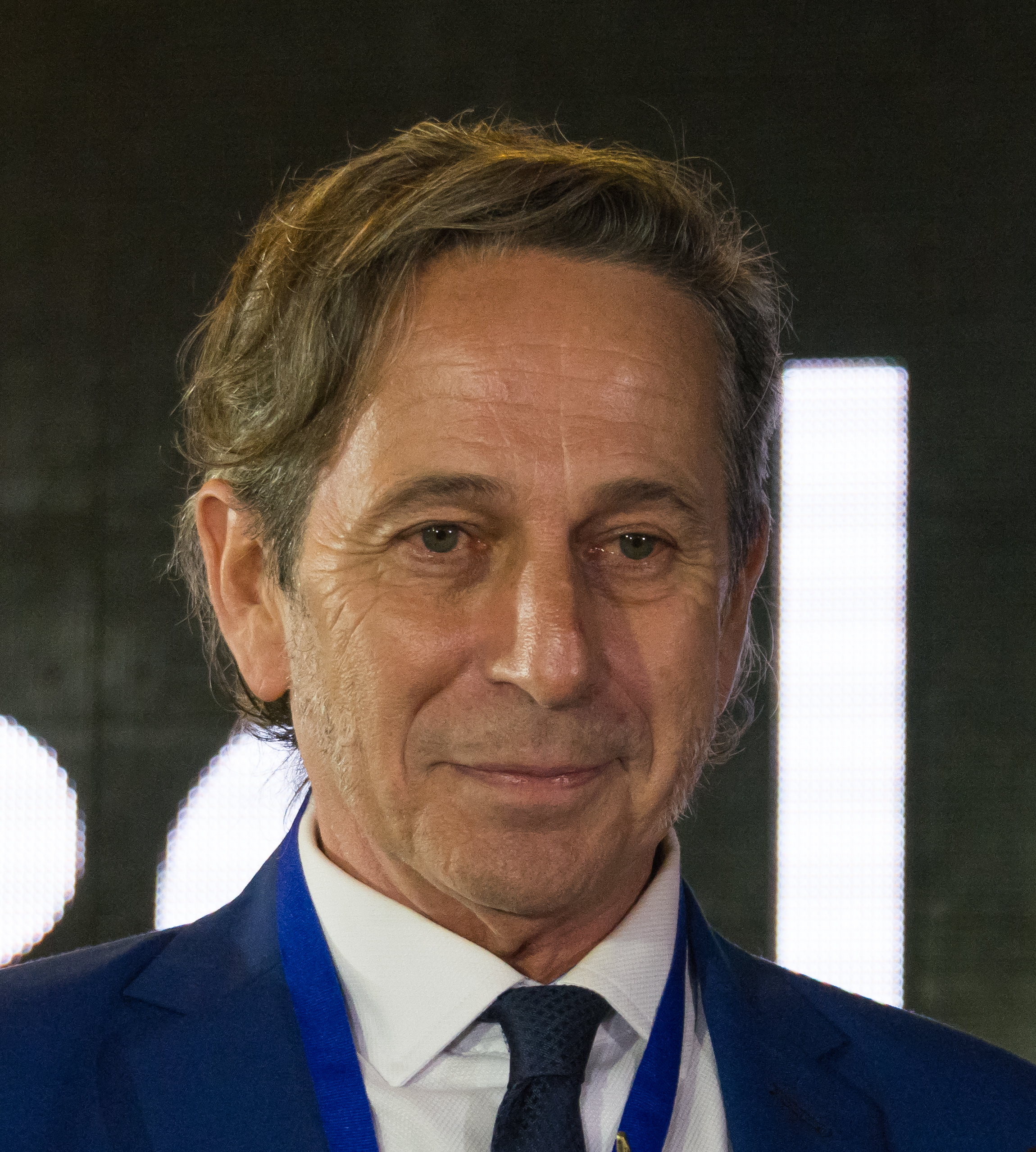
Der Chilen Alfredo Castro spielt Lucios Vater

Jonathan Romney von Screen Daily schreibt, oft wirkten in Filmen erzählte Geschichten von engagierten Lehrern, die versuchen Teenager in einer knallharten Umgebung zu unterrichten, klischeehaft, doch dies sei bei Diego Lermans The Subsitute nicht der Fall, der in seinem Film Loachianisches Sozialkino mit Elementen eines Gangland-Thrillers vermische. So entfalte der Film einen zum Nachdenken anregenden, philosophischen Sog und sei im Kern eine aufschlussreiche Charakterstudie. Romney schreibt weiter, in seiner besonnenen, politisch bewussten Direktheit sei The Substitute näher dran an Laurent Cantets The Class, als an Dangerous Minds. Als Lucio versucht, die Aufmerksamkeit eines Klassenzimmers gelangweilter Jugendlicher zu erregen, die davon überzeugt sind, dass Literatur Zeitverschwendung ist, erscheine der unbeholfen wirkende, introvertierte Akademiker zunächst überfordert zu sein, aber in einem Moment des Films beweise ein Schüler der ganzen Klasse das Gegenteil. Erst gegen Ende übertreibe es der Film etwas, als er sich in das Terrain des Action-Thriller bewegt. Juan Minujín sei in der Rolle eines Mannes, der vorübergehend in seinem Leben den  Kompass verloren hat, der aber einen neuen Sinn in diesem findet, als er sich sozial und politisch mit den Menschen um ihn herum verbindet, unprätentiös aber fesselnd und fange Lucios Selbstbezogenheit und Neurose, aber auch seine tugendhaften Eigenschaften ein. Alfredo Castro liefere in der Rolle seines Vaters eine charismatische, besonnene Darbietung, die meilenweit von der kantigen Exzentrik entfernt sei, mit der er oft in Verbindung gebracht wird.
Minujín lasse in der Rolle von Lucio allmählich seine gewisse Egozentrik hinter sich, so Diego Lerer von micropsiacine.com. Der Schauspieler verstehe sich sehr gut darin, den inneren Konflikt, den seine Figur durchmacht, zum Ausdruck zu bringen, und obwohl es etwas „Messianisches“ in der Art und Weise gebe, wie seine Figur versucht, Menschen zu „retten“, die sich nicht selbst retten können, habe sich Lerman so wiedereinmal mehr den Widersprüchen jener Mittelschicht angenommen, die mit Gebieten, Umgebungen und Problemen in Berührung kommen, die etwas außerhalb ihres eigentlichen Erfahrungshorizontes liegen, wie er es bereits in seinen früheren Filmen wie Una especie de familia oder Refugiado getan hatte.

### Auszeichnungen
Chicago International Film Festival 2022
- Nominierung im International Competition

Internationales Filmfestival von San Sebastián 2022
- Nominierung im Wettbewerb um die Goldene Muschel
- Auszeichnung als Beste Nebendarstellerin mit der Silbernen Muschel (Renata Lerman)[12][19]